# Pou de gel de Guissona
El Pou de gel de Guissona és una obra de Guissona (Segarra) protegida com a bé cultural d'interès local.

## Descripció
És una construcció de pedra molt interessant amb una base cilíndrica de 6'9 metres de diàmetre i 7'30 metres d'alçada. Aquest pou té dues obertures, una lateral a través d'on podem accedir-hi gràcies a una escala metàl·lica, i un òcul al sostre tancat amb una reixa, que és l'única font de llum que tenim per endevinar els grans carreus regulars de pedra que formen aquesta gran cúpula L'interior d'aquests pou es troba completament buit.

## Història
La tècnica per obtenir gel consisitia en embassar aigua en un clot argilós proper al pou, en aquest cas situat a Rubiol. Un cop l'aigua s'havia gelat es treien les plaques de gel i es disposaven per capes dins el pou, utilitzant l'obertura lateral mente que la zenital servia per extreure'l.
Els pous de gel tenien aquesta estructura cilíndrica amb la finalitat d'evitar la circulació d'aire calent i s'aïllaven de l'exterior amb branques i palla per mantenir més baixa la temperatura del seu interior.